# 점상출혈
점상출혈(petechia, 點狀出血) 또는 점출혈은 모세혈관의 출혈로 인해 피부, 결막, 망막, 점막 등에서 나타날 수 있는 직경 4mm 이하의 빨간색 또는 보라색의 작은 반점이다. 'Petechia'라는 단어는 이탈리아어로 주근깨를 뜻하며 그 어원이 분명하게 알려져 있지 않은 단어인 petecchia에서 유래했다. 혈종을 그 크기에 따라 세 가지로 나누며, 그 중 첫째가 직경이 4mm보다 작은 점상출혈이다. 다른 두 가지는 직경이 4 ~ 10mm인 자반증과 직경이 10mm를 넘는 반상출혈이다. 점상출혈이 한 개만 나타나는 경우는 그리 중요하지 않거나 아예 알아채지 못하는 경우가 많으므로, 대개 'petechiae'라는 복수형으로 쓰인다.

## 원인

### 외상
점상출혈의 가장 흔한 원인은 매우 심한 기침, 숨 참기, 구토, 울음과 같은 행동으로 인한 신체적 외상이다. 이런 요인들은 모두 얼굴, 특히 눈 주변에 점상출혈을 일으킬 수 있다. 이때 나타난 점상출혈은 특별히 해가 되지 않으며 대개 며칠 안에 사라진다.
- 괄사 - 피부를 상처가 날 정도로 문지르는 중의학의 민간요법
- 구강성교[4]
- 기절 놀이
- 질식이나 협착 - 특히 눈의 점상출혈은 조직에 과도하게 높은 압력이 가해졌을 때(지혈대를 너무 심하게 조였을 때, 또는 심한 기침이나 구토를 할 때 등) 생길 수도 있다.
- 햇볕으로 인한 화상, 분만, 심한 웨이트리프팅[5]
- 키스 자국
- G-LOC 극복을 위한 우주비행사의 중력가속도 훈련(영어판)

### 비감염성 원인
- 가와사키병
- 괴혈병 (비타민 C 결핍)[5]
- 단백열량부족증(콰시오르코르)이나 소모증(마라스무스) 등 어린이의 단백질, 에너지 관련 영양실조
- 방사선 노출
- 백혈병[5]
- 복강병
- 비타민 K 결핍[5]
- 샴버그병
- 쇼그렌 증후군 - 혈관염으로 인해 점상출혈이 생길 수 있다. 이런 경우 영구적인 손상을 막기 위해 즉시 치료가 필요하다.
- 엘러스-단로스 증후군
- 응고인자 결핍 (혈전성향증, 폰 빌레브란트 병)
- 재생불량성 빈혈
- 저칼슘혈증
- 전신 홍반성 루푸스 (SLE)
- 지방색전증
- 태아적아세포증
- 특발성 혈소판 감소성 자반증 (ITP)
- 헤노흐-쇤라인 자반증
- 혈소판감소증 – 혈소판의 수가 감소하거나 기능이 떨어지는 경우 점상출혈이 생길 수 있다.[6]

### 감염성 원인
- 감염성 단핵구증
- 거대세포바이러스 감염
- 뇌말라리아
- 뎅기열
- 로키산 홍반열
- 마르부르크 출혈열 (마버그)
- 바베스열원충증
- 발진티푸스[7]
- 볼리비아출혈열
- 부토뇌즈열
- 선천성 매독
- 성홍열
- 수막구균 감염
- 심내막염
- 에볼라
- 연쇄상구균 인두염 - 여린입천장의 점상출혈은 주로 연쇄상구균 인두염과 관련되어 있다.[8] 나타나는 경우는 흔치 않지만 만일 나타났다면 매우 특이적인 소견이다.[9]
- 인플루엔자바이러스 A형 H1N1
- 제4병 (두크스병)
- 치쿤구니야열
- 크리미안 콩고 출혈열
- 한타바이러스 감염

## 과학 수사
얼굴이나 눈의 결막에 생긴 점상출혈은 질식이나 저산소증과 관련이 없다. 그러나 경찰 수사관들은 목이 졸렸는지 여부를 판단할 때 점상출혈을 이용한다. 점상출혈의 존재를 기록할 경우 경찰 조사관들이 사건을 밝히는 데에 도움이 된다.  목이 졸려 생긴 점상출혈은 비교적 크기가 작으며 밝은 색을 띈다. 얼굴이나 눈의 흰자, 눈꺼풀 안쪽에 점상출혈이 생길 수 있다.

## 같이 보기
- 혈종
- 자반증